# Anthurium selloum
Anthurium selloum är en kallaväxtart som beskrevs av Karl Heinrich Koch. Anthurium selloum ingår i släktet Anthurium och familjen kallaväxter. Inga underarter finns listade.